# Luigi Ganna
| Luigi Ganna, Eberardo Pavesi och Carlo Galetti på affisch för cykelmärket Atala (vars stall de alla körde för) cirka 1910. |  | Ganna efter segern i Giro d'Italia 1909. |
| Luigi Ganna, Eberardo Pavesi och Carlo Galetti på affisch för cykelmärket Atala (vars stall de alla körde för) cirka 1910. |  | Ganna efter segern i Giro d'Italia 1909. |

| Landsvägscykel från 1930-talet av märket Ganna. |  | Fiorenzo Magni i den italienska mästartröjan när han körde för Ganna 1953. |
| Landsvägscykel från 1930-talet av märket Ganna. |  | Fiorenzo Magni i den italienska mästartröjan när han körde för Ganna 1953. |

Luigi Ganna, född den 1 december 1883 i Induno Olona, död den 2 oktober 1957 i Varese, var en italiensk landsvägscyklist som var professionell från 1905 till 1915. Hans främsta framgångar nådde han 1909 då han vann den första upplagan av Giro d'Italia totalt (med tre etappsegrar) och blev förste italienare att vinna Milano–Sanremo. Året därpå vann han Giro dell'Emilia och Milano–Modena, samt ytterligare tre etapper i Giro d'Italia (trea i totalställningen). Segern i Milano–Torino 1907 och fem podieplatser i Lombardiet runt är också värda att nämnas.
För de inkomster som framgångarna gav kunde Ganna dels köpa sig ett hus med tillhörande verkstad i Varese och dels gifta sig med Savina Re. Tillsammans fick paret en son, Martino ("Tino") och en dotter Maria. 1910 började Ganna tillverka cyklar i sin verkstad och denna verksamhet sponsrade sedan, från 1912 (då verksamheten industrialiserats efter Gannas vinst i 600-kilometersloppet Gran Fondo på sin hemmabyggda cykel och försäljningen tog fart), ett cykelstall, för vilket Ganna själv körde de tre sista åren av karriären (på egentillverkade cyklar, vad annars). Bland stallets cyklister märks Fiorenzo Magni som körde för Ganna-Ursus 1951–1953. "Tino" Ganna fungerade som sportdirektör för cykelstallet från åtminstone 1932 till 1953 och när fadern dog övertog han ledningen av företaget.
Cykelstallet togs efter 1953 över av Nivea-Fuchs (och Magni följde med). Företaget köptes upp 1982 av Giubilato cicli (men produktionen av cyklar av märket Ganna fortsatte). Cicli Ganna tillverkade inte bara cyklar, utan även motorcyklar från 1920-talet till 1960-talet.

## Meriter
| 1905 3:a i Giro di Lombardia 1906 Vinnare av Coppa Val d'Olona 3:a i Giro di Lombardia 3:a i Giro del Piemonte 4:a i linjelopp vid Italienska mästerskapen 4:a i Milano–Mantova 4:a i Brescia-Milano-Pallanza 1907 Vinnare av Milano–Torino 2:a i Giro di Sicilia Vinnare av etapperna 2 och 5 3:a i Giro di Lombardia 3:a i Corsa Regina Madre 4:a i Milano–Sanremo 5:a i Milano–Mantova 5:a i Corza Nazionale 8:a i Firenze-Roma 1908 2:a i Giro di Lombardia 2:a i Milano–Sanremo 3:a totalt i Corsa del XX settembre 5:a totalt i Tour de France 1909 Vinnare totalt av Giro d'Italia Vinnare av etapperna 4, 5 och 7 Vinnare av Milano–Sanremo Vinnare av etapp 1 i Corsa del XX settembre 6:a i Giro di Lombardia | 1910 Vinnare av Giro dell'Emilia Vinnare av Milano–Modena 2:a i Giro di Lombardia 2:a i linjelopp vid Italienska mästerskapen 3:a totalt i Giro d'Italia Vinnare av etapperna 6, 7 och 19 3:a i Genua–Nice 3:a i Coppa Val d'Olona 4:a i Giro di Romagna 6:a i Tre Coppe Parabiago 1911 3:a i Milano–Sanremo 5:a i linjelopp vid Italienska mästerskapen 19:a i Milano–Torino 1912 Vinnare av Gran Fondo, La Seicento 1913 2:a totalt i Corsa del XX settembre Vinnare av etapp 1 3:a i Gran Fondo, La Seicento 5:a totalt i Giro d'Italia 1914 6:a i Milano–Sanremo 6:a i Giro di Romagna |